# 劇場版 百獸戰隊牙吠連者 火之山，怒吼吧
《劇場版 百獸戰隊牙吠連者 火之山，怒吼吧》（日文原題：百獣戦隊ガオレンジャー 火の山、吼える）是《百獸戰隊牙吠連者》的劇場版電影，2001年9月22日於日本上映。
本片為東映創立50週年紀念作品。

## 概要
- 本作繼《超級戰隊系列》《超力戰隊王連者》的劇場版，隔了六年後再度問世的劇場版作品，亦是自本作開始，每部超級戰隊電視作品[1]也有劇場版作品。
- 在牙吠騎士登場後，「牙吠神」也在劇場版中搶先電視版登場。
- 電視版主題曲及插入曲的演唱者山形幸生和水木一郎亦有參與片中變異人的配音演出。

## 前提
《島上的傳說》

「當天空顯示三個光輪的時候，紅色的寶石將再度合一，若能如此，那麼火紅的聖獸將會甦醒，此島也將會得救。」
牙吠連者們穿越了時空之壁，陰錯陽差的來到了由變異人三兄弟所統治的異世界之島。為了替島上的居民奪回生存的自由，便和魁人帶領的反抗軍聯手對抗強大的變異人兄弟。

## 人物

### 牙吠連者
| 演員     | 角色       | 代號                 | 台配   |
| -------- | ---------- | -------------------- | ------ |
| 金子昇   | 獅子走     | 牙吠紅（Gao Red）    | 劉傑   |
| 堀江慶   | 鷲尾岳     | 牙吠黃（Gao Yellow） | 魏伯勤 |
| 柴木丈瑠 | 鮫津海     | 牙吠藍（Gao Blue）   | 符爽   |
| 酒井一圭 | 牛込草太郎 | 牙吠黑（Gao Black）  | 宋克軍 |
| 竹內實生 | 大河冴     | 牙吠白（Gao White）  | 魏晶琦 |
| 玉山鐵二 | 大神月磨   | 牙吠銀（Gao Silver） | 魏伯勤 |

### 戰隊關係者
鐵特姆｜岳美
亞敗柏｜坂口侯一 聲
角　角｜齊藤麗

### 原創人物
伊莉那｜佐藤康惠
異世界之島的公主。儘管貴為公主身分，卻依然與居民奮勇抵抗變異人三兄弟的俘虜。有著讓牙吠紅金剛甦醒的一部分紅寶石。
魁人｜大澤樹生
為了捍衛居民自由而與變異人三兄弟對抗的「反抗軍」領袖。有著讓牙吠紅金剛甦醒的一部分紅寶石。
宙斯變異人｜三宅健太 聲
異世界的變異人三兄弟之長男。三兄弟的領導人。藐視人類，軟禁著異世界島民於地下挖掘場沒日沒夜的採集寶石。頭角能發出雷電，武器為可召喚「魔王之雷」的電光劍。
波賽頓變異人｜水木一郎 聲
異世界的變異人三兄弟之次男。以怪力自豪。食量甚大，與鐵特姆以紅寶石為賭注而相互拼酒。長槍型的三叉戟為其武器。
哈得斯變異人｜山形幸生 聲
異世界的變異人三兄弟之三男。個性粗暴，好戰。能以像龍捲風般的速度移動，武器是大鐮刀。

## 機體

### 威力獸
牙吠金剛Gao Kong
- 全長：24.5m / 全高：28m / 體重：1250t

藉由紅寶石之力，以及天象－三個日環食的配合，傳說中島上的守護神就會因此甦醒。紅猩猩型的威力獸。外型與牙吠猩猩相似，但體色為紅色。擅長火舞，能把兩頭燃燒的椰子樹舞的虎虎生風。牠的吼叫，亦能召喚牙吠獅子等威力獸前來，並與其合體為「牙吠騎士」（牙吠紅猩猩為組成核心）。

### 精靈王
牙吠騎士 Gao Knight
- 全高：61.5m / 全幅：39m / 重量：7130t / 出力：6000萬馬力

由牙吠紅猩猩、牙吠鷹、牙吠鯊魚、牙吠牛、牙吠虎、牙吠象所合體而成的「炎之精靈騎士」。擅長劍術。以一記居合斬瞬殺巨大化的波賽頓變異人。其力量若在異世界，被認為能與牙吠伊卡洛斯（百獸神）匹敵。
必殺技為從手上的象鼻劍延伸出的劍光，將敵人瘋狂斬擊的「森羅萬象·大爆炸終結」。和只有在劇場版才能見識到的震撼效果相結合，令人留下深刻印象。
另外，超級戰隊劇場版中登場的劇場版限定機器人，多數都會又在電視版中出現。不過，本作的牙吠騎士卻是到電視版最終回都沒有再登場，確實是「真真正正的劇場版限定機器人」。
牙吠神 Gao God
- 全高：65m / 全幅：36m / 重量：5140t / 出力：

由牙吠黑獅、牙吠禿鷹、牙吠鋸鯊、牙吠水牛、牙吠美洲豹所合體而成的「威力獸之神」。
於牙吠騎士陷入苦戰時先以5隻神之威力獸姿態出現並合體成牙吠神協助牙吠騎士作戰。由於與牙吠銀為舊識，故此於此劇場版由牙吠銀負責控制。
必殺技為從頭上的兩支尖角合併成弓，並以右手牙吠鋸鯊的頭部所型成的神獣荒神剣當成弓箭般將敵人當場射殺的「天誅·強力神箭」。
跟牙吠騎士不同的是牙吠神有於電視版再登場之餘，甚至有時以名為風太郎的人類小孩姿態登場。

## 幕後
- 原作 - 八手三郎
- 製作人 - 日笠淳（東映）、太田賢司（朝日電視）、矢田晃一
- 導演 - 諸田敏
- 脚本 - 武上純希
- 特技導演 - 佛田洋
- 動作導演 - 竹田道弘
- 攝影 - 菊池亘
- 照明 - 才木勝
- 美術 - 山下宏
- 錄音 - 谷山謙二
- 編集 - 阿部嘉之
- 記錄 - たなかなつき
- 副導演 - 黒木浩介
- 製作擔當 - 岩永恭一郎
- 視覺效果 - 沖滿
- 人物設定 - 原田吉朗
- 代製作人 - 横塚孝弘（東映）
- 配給 - 東映

## 主題曲
「牙吠連者怒吼!! 全員特別版」
- 作詞：桑原永江 / 作曲・編曲：中川幸太郎 / 歌：牙吠連者&山形ユキオ

## 外部連結
1. ↑  不包括非公認的《非公認戰隊秋葉原連者》、韓國版的《獸電戰隊強龍者BRAVE》和特別篇